# Липаково
Липако́во — посёлок в Плесецком районе Архангельской области. Входит в состав Федовского сельского поселения.

## География
Посёлок расположен на левом берегу реки Онеги, в 55 километрах от районного центра Плесецка. Мост через Онегу отсутствует, из-за чего с остальным миром посёлок сообщается летом при помощи паромной, а зимой — при помощи ледовой переправы.
Посёлок насчитывает 9 улиц: Вокзальная, Октябрьская, Заречная, Онежская, Пионерская, Первомайская, Садовая, Строительная, Железнодорожная.

## История
Посёлок основан в 1947 году в связи с развитием здесь лесной промышленности и открытием лесозаготовительного пункта, из которого впоследствии вырос Красновский леспромхоз. Название Липаково дано в честь автора проекта лесопункта. Спустя год началось строительство узкоколейной железной дороги и других лесопромышленных посёлков, работавших в связке с Липаково. В конце 1980-х годов протяжённость УЖД составляла 78 километров. В 1990-е годы стали падать объёмы лесозаготовок и численность населения Липаково. В 2000 году был закрыт Красновский леспромхоз, а УЖД выкуплена ЗАО «Плесецк». На УЖД сохраняется пассажирское движение, а лесозаготовки проводятся в незначительном объёме.

## Транспорт
С районным центром Липаково связывает автобус Плесецк — Конёво, который делает остановку у поворота на Липаково с автодороги Плесецк — Каргополь, в двух километрах от посёлка. В Липаково расположена начальная станция Онега Липаковской узкоколейной железной дороги протяжённостью 33 километра. Трижды в неделю Липаково сообщается пассажирским поездом с посёлками Лужмой и Сезой. Узкоколейная железная дорога придаёт посёлку относительную известность и привлекает туристов, интересующихся транспортной тематикой.

## Население
| 2002 | 2010 | 2012 |
| ---- | ---- | ---- |
| 559  | ↘356 | ↗399 |